# ایسلا وگا
ایسلا وگا (اسپانیایی: Isela Vega‎؛ (زادهٔ ۵ نوامبر ۱۹۳۹ – درگذشتهٔ ۹ مارس ۲۰۲۱) بازیگر، مدل و خواننده-ترانه‌پرداز اهل مکزیک بود.
از فیلم‌هایی که در آن نقش داشت، می‌توان به چاقوکش‌ها و سر آلفردو گارسیا را برایم بیاور اشاره کرد.